# 蓋茲堡演說
《葛底斯堡演說》（英語：Gettysburg Address）是第16任美國總統亞伯拉罕·林肯最著名的演說，也是美國歷史上為人引用最多之政治性演說。
1863年11月19日，也就是美國內戰中蓋茲堡戰役結束的四個半月後，林肯在賓夕法尼亞州蓋茲堡的蓋茲堡國家公墓（Gettysburg National Cemetery）揭幕式中發表此次演說，哀悼在長達四個半月的蓋茲堡之役中陣亡的將士。林肯的演講於當天第二順位發表，修辭細膩周密，其後成為美國歷史上最偉大的演說之一。以不足三百字的字數，兩到三分鐘的時間，林肯訴諸獨立宣言所支持的「人皆生而平等」之原則，並重新定義這場內戰：不只是為聯邦存續而奮鬥，亦是「自由之新生」，將真平等帶給全體公民。
以因襲的詞句「八十七年前」發端，林肯論及美國獨立革命，稱許蓋茲堡這場揭幕式為一契機，不止題獻一塊墓地，更能尊崇殊死奮鬥以確保「民有、民治、民享之国必永续于世」者。出乎意料的是，儘管這場演說名垂青史、聲震寰宇，其確切之措辭卻頗受爭議。五份已知的演說稿，與當時新聞報導中的謄抄本，於若干細節上彼此互異。

## 歷史背景

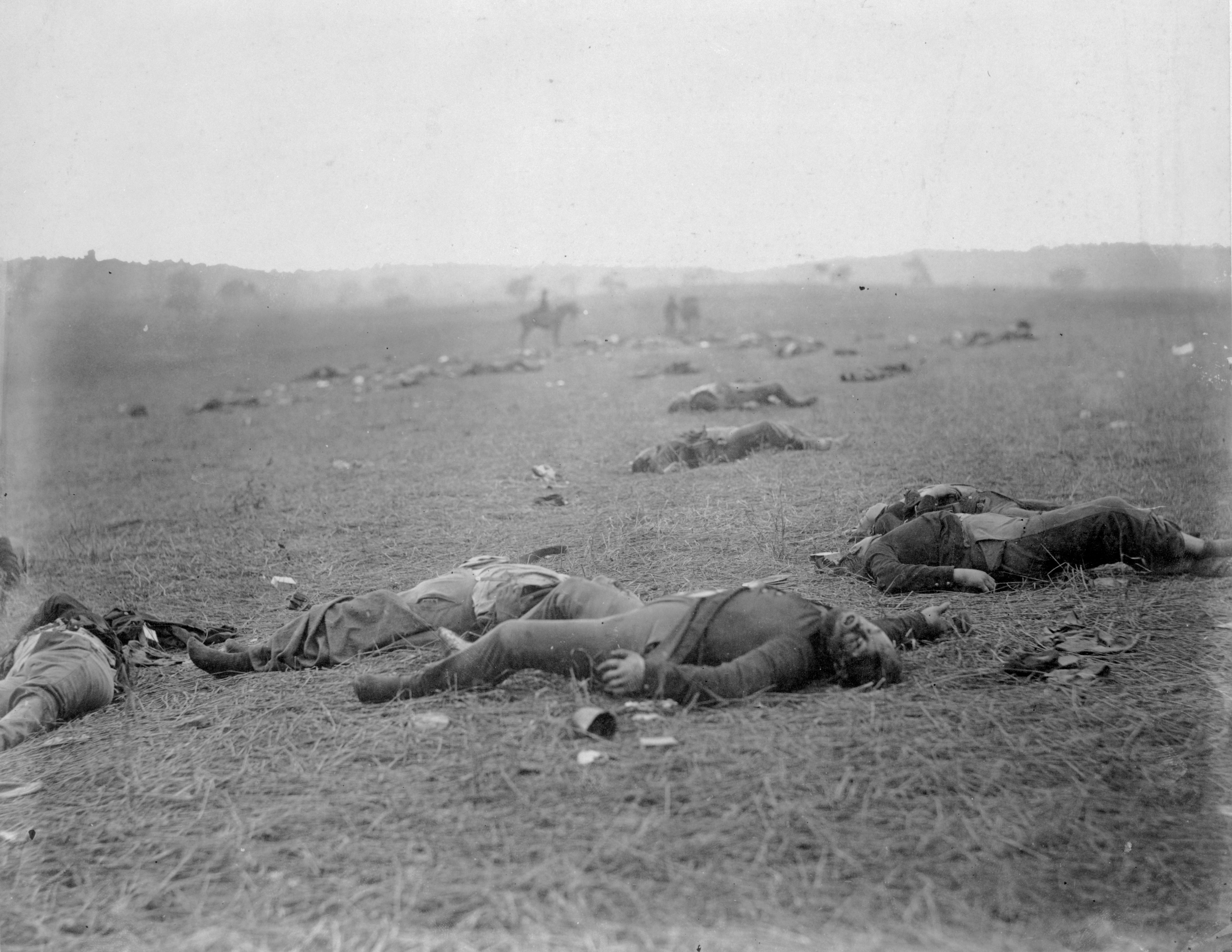
蓋茲堡之役中的聯邦軍陣亡者，蒂莫西·H·奥沙利文攝，1863年7月5日

發生在1863年7月1日至3日的戰爭徹底改變了蓋茲堡這個小鎮。聯邦軍的波多馬克軍團與聯盟國的北維吉尼亞軍團在戰後留下超過七千具的戰士遺骸、數以千具戰馬屍骨；莊嚴有序地埋葬死者成為當地數千居民的首要之務。戰事結束後一周內，屍體腐爛的惡臭使許多居民劇烈作嘔。最後在32歲、富有的檢察官大衛·威爾斯（David Wills）的建議下，賓夕法尼亞州政府買下17英畝（69,000平方公尺）的土地作為墓園之用，以為這些戰死沙場的靈魂善後。
威爾斯最初計畫於1863年9月23日題獻這座墓園，並邀請曾任美国参议院议员、麻省州長、哈佛大学校长及美国国务卿的爱德华·埃弗里特作為主講人。埃弗里特時為全國最知名的演說家，聲名遠播；但因時間倉促，來不及準備，所以威爾斯及治喪委員會同意其要求要求而將日期延後至11月19日。

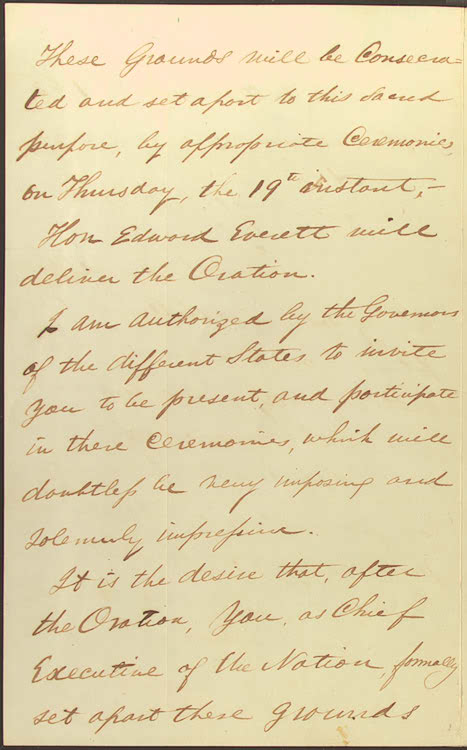
威爾斯寄給林肯的信，信中亦寫道有邀請爱德华·埃弗里特作為主講人

威爾斯及治喪委員會幾乎是事後才想起邀請林肯參與揭幕式。威爾斯的信中寫道，「敢請屈駕，於演說之後，以全國行政首長之尊，賜以適切之短評，使此土此地因蒙官式對待，得添神聖莊嚴。」林肯於演說順序中排名第二，類似於現今邀請貴賓於開幕式剪綵的傳統。
林肯搭乘火車於11月18日到達蓋茲堡，當夜作客於威爾斯位於蓋茲堡市鎮廣場的住宅中，並為其於華盛頓寫就的演說稿作最後的潤色。與市井傳說不同的是，林肯既未在火車上準備講詞，也未於信封背面擬稿。11月19日早晨九點半，林肯騎著一匹棗栗色馬，加入排成一長列的達官顯要、市井小民、與戰士遺孀中出場，位置在國務卿威廉·H·苏厄德與財政部長萨蒙·P·蔡斯之間。
據估計，約有一萬五千至兩萬人參與儀式，入席者包括當時廿四個聯邦州中的六位州長：宾夕法尼亚州的安德鲁·格雷格·柯廷、馬里蘭州的奥古斯塔斯·布拉德福德、印地安那州的奥利弗·哈泽德·佩里·莫顿、紐約州的霍拉肖·西摩、紐澤西州的乔尔·帕克以及俄亥俄州的戴维·托德。確切之出場序仍有爭議。將掩埋在戰場內各墓穴的屍體掘出重葬於墓園的工作，於戰役結束後數月內即開始進行，但至揭幕當日僅完成不到一半。

## 儀式進行與埃弗里特的「蓋茲堡演說」

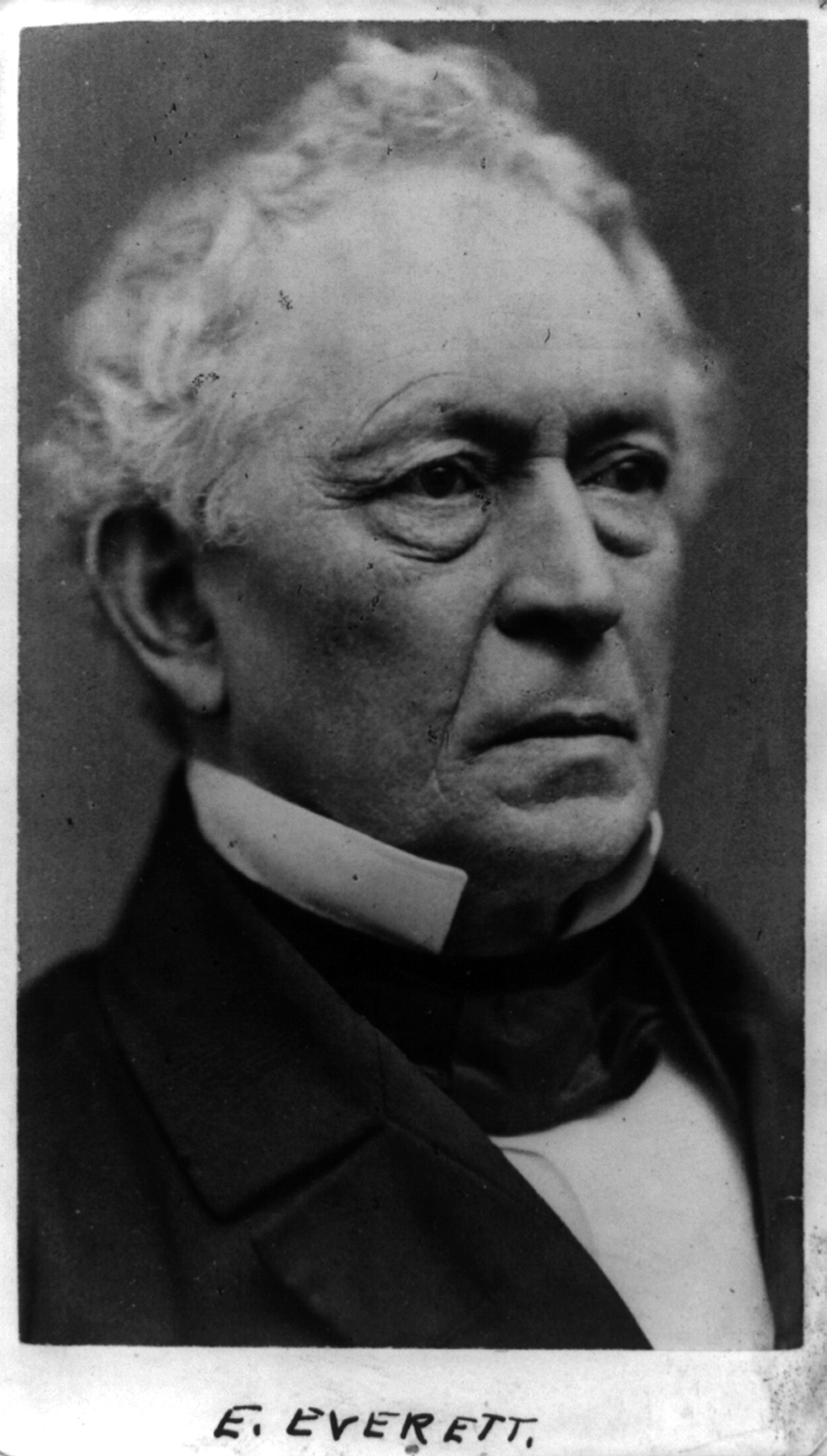
爱德华·埃弗里特於林肯的短評之前發表長達兩小時的演說。

當日由威爾斯與治喪委員會所安排之儀式進行順序如下：
- 音樂：伯格菲爾德樂隊（Birgfield's Band）
- 禱告：牧師史塔克頓博士（T.H. Stockton, D.D）
- 音樂：海軍陸戰隊軍樂團
- 演說：愛德華·埃弗里特閣下
- 音樂：由法蘭西閣下作曲之讚美詩（Hymn composed by B.B. French, Esq）
- 致詞：美利堅合眾國總統
- 輓歌：由為此場合精選合唱團演唱
- 祝福式：師鮑爾博士（H.L. Baugher, D.D.）

當日被視之為「蓋茲堡演說」的並非林肯總統的簡短致詞，而是埃弗里特長達兩小時的演講。這場今已罕聞的13,609字演講之開頭為：
『立此晴空下，眺及四野，靜謐自已逝年代之勞苦，偉大之阿爾根尼山脈聳立，隱朝我等，以及腳下諸同志安息之處；以我卑微之聲破上天動人之岑寂，實感躊躇。然則奉各位之召，其責無可辭卸—其以爾之悲憫，應我祈求。』
"Standing beneath this serene sky, overlooking these broad fields now reposing from the labors of the waning year, the mighty Alleghenies dimly towering before us, the graves of our brethren beneath our feet, it is with hesitation that I raise my poor voice to break the eloquent silence of God and Nature. But the duty to which you have called me must be performed; — grant me, I pray you, your indulgence and your sympathy."
在兩小時後，以此作結：
『然我堅信，其將同我等齊聲傳頌，共稟烈士之骸：遍探已開化之世間，凡傳頌此役赫赫功勳之處，下及信史之盡頭，於我等共享之國，煌煌之史中，再無他頁較蓋茲堡一役更為燦爛。』
"But they, I am sure, will join us in saying, as we bid farewell to the dust of these martyr-heroes, that wheresoever throughout the civilized world the accounts of this great warfare are read, and down to the latest period of recorded time, in the glorious annals of our common country, there will be no brighter page than that which relates The Battles of Gettysburg."

## 林肯的蓋茲堡演說
在埃弗裡特獲得好評的演說後，林肯以他尖細的肯塔基腔發言二至三分鐘。林肯言簡而意賅地僅以十句話共272個字總結這場戰爭，重提國家在這場艱苦戰爭中的作用，以及對此觀念的影響：不分聯邦軍或邦聯軍，蓋茲堡陣的犧牲無一白費。
儘管這場演說名垂青史，當今學者對其真正措詞意見不一。當時據實謄錄的新聞報導，以及林肯本人的數份手抄副本之間的措詞、標點、與結構皆互有歧異。在眾多版本中，「布利斯本」（Bliss Copy）已成標準本。這是唯一一份林肯署名的版本，也是所知經其撰寫的最終版本：（以下為此本之中英對照）
Four score and seven years ago our fathers brought forth on this continent, a new nation, conceived in Liberty, and dedicated to the proposition that all men are created equal.

[文] 先人立國已逾八十有七載。生於自由，而勠力平等眾生。
[白] 八十七年前，我們的父輩們在這塊陸地上建起了一個新的國家，它孕育於自由，並奉行人人生而平等的主張。
Now we are engaged in a great civil war, testing whether that nation, or any nation so conceived and so dedicated, can long endure. We are met on a great battle-field of that war. We have come to dedicate a portion of that field, as a final resting place for those who here gave their lives that that nation might live. It is altogether fitting and proper that we should do this.

[文] 此國之信奉自由平等者，恰逢內爭，誠危急存亡之秋也。而今會垓奠勇夫。諸烈捐軀舍生取義，奠之以抔土，義不容辭也。
[白] 如今，我們正在進行一場偉大的內戰，考驗着那個國家，或任何有此信仰和主張的國家，能否長久地存續下去。 我們在這場戰爭的偉大戰場上相遇，為了使那一國家得以存續，我們將在這片戰場上找到我們最後的安息之地，——那些為此而死去的人已經這麼做了，——這對我們而言是恰當的，也是適宜的。
But, in a larger sense, we can not dedicate—we can not consecrate—we can not hallow—this ground. The brave men, living and dead, who struggled here, have consecrated it, far above our poor power to add or detract. The world will little note, nor long remember what we say here, but it can never forget what they did here. It is for us the living, rather, to be dedicated here to the unfinished work which they who fought here have thus far so nobly advanced. It is rather for us to be here dedicated to the great task remaining before us—that from these honored dead we take increased devotion to that cause for which they gave the last full measure of devotion—that we here highly resolve that these dead shall not have died in vain—that this nation, under God, shall have a new birth of freedom—and that government of the people, by the people, for the people, shall not perish from the earth.

[文] 然縱而論之，則一抔之土難以為奠，無論祀祭。沙場鏖兵，存勇亡烈，昭昭人聖，血祭於斯，無所尊大，亦無所菲薄。今日所言，猶見忘矣；先烈義舉，可傳萬世。我尚存者，當擔大任；承其遺志，繼其偉業。國之自由重生，天之佑哉！而民有、民治、民享之政必永續於世。
[白] 然而，從更廣泛的意義上說，我們無法在此祭奠，我們無法在此奉獻，我們無法使這片土地得以神聖化；那些活著的人，和死去的人，曾在此拼搏過的，已經使它神聖化，而這一意義是我們乏弱的力量遠遠不能有所增減的。 世界不會注意到，也不會長久地記住我們在這兒說過什麼，但它絕不會忘記那些人曾在這兒做過什麼。 雖然大業尚未完竟，但那些為此奮鬥過的烈士們已使這一事業進入了最後的成熟階段，無疑，我們這活著的人當繼續致力於這一事業。 我們應當投身於那留在我們面前的偉大任務——從那些為此投入了全部熱忱的逝者那裡，我們將獲得更多的熱忱；我們將不會，絕不會使那些為此獻出生命的人白白獻出生命；我們將使這個國家，在上帝的庇佑下，從自由里獲得新生；而那一為民所有、為民所治、為民所享的政府，也絕不會從這片土地上消亡。

## 五份不同的手稿
五份已知的蓋茲堡演說手抄本，各以自林肯之手承接之相關人士命名。林肯給他的私人秘書約翰·喬治·尼古拉（John Nicolay）與约翰·海伊每人各一份。兩份皆在其11月19日演說日左右寫就，而其他三份演說稿本，埃弗里特本、班克罗夫特本（Bancroft）與布利斯本（Bliss），為林肯為慈善目的於11月19日後自撰。由於林肯對布利斯本下標題並署名及記下日期，該本成為大多數林肯蓋茲堡演說的複寫再製品之來源。
兩份最早的草稿互有關連，然兩者之存在與起源有若干的混淆與矛盾之處。尼古拉與海伊二人，由林肯之子罗伯特·托德·林肯於1874年指派為林肯文件的保管人。尼古拉本於1894年出現在约翰·尼古拉的文章之副本中；據猜測，其於尼古拉在1901年逝世後，混雜在其女海倫轉交給海伊的文件當中。羅伯特·林肯於1908年開始找尋原稿，海倫從而耗時數年追尋尼古拉本未成。在給林肯的信中，海倫寫道：「海伊先生在文件轉交後不久告訴我，令尊給了家父蓋茲堡演說的原稿。」林肯追尋的結果是在約翰·海伊裝訂成冊的論文本中發現一份蓋茲堡演說手抄本—即今稱『海伊稿本』（"Hay Draft"）者，其使用的紙張、每行字數、整篇的行數、以及林肯編校的手跡，皆不同於約翰·尼古拉在1894年印行的版本。八年後，1916年3月，符合海倫·尼古拉記憶與其父文章之今稱『尼古拉本』者，據報存於約翰·海伊的孫女愛麗絲·海伊·沃兹沃思（Alice Hay Wadsworth）的所有物中。（引據之註解在美国海伦博物馆）

### 尼古拉本
尼古拉本據信為現存最早的副本，通稱「首稿」（"first draft"）。學者們對於尼古拉本是否即林肯於11月19日發表蓋茲堡演說時所誦讀者意見不一。1894年，身為林肯文件保管者的尼古拉，於一篇包含此本之摹寫的文章中寫道，林肯將以白宮文具寫就之講稿前半攜至蓋茲堡，並於11月19日發表演說前以鉛筆在橫格紙寫下講稿之次頁。兩張紙上仍明顯可見的相稱折痕，顯示其或為目擊者所稱林肯自其外套口袋掏出並於典禮中誦讀者。有些人認為其講辭業已丟失，因尼古拉本的若干詞句與林肯當時演講的抄本不符。例如說，「憑藉神佑」一句，不見於「此一國度，（憑藉神佑），定享自由之新生」這一段。若說尼古拉本就是當時所誦讀者，那麼不是當時的謄錄不確，便是林肯於講稿中數處悖於其寫定的文辭。這份蓋茲堡演說的副本據推測在約翰·尼古拉於1901年逝世之前始終為其所有，後傳交於其摯友兼同事約翰·海伊；其後消失於眾數年，復於1916年三月尋獲。尼古拉本現於華盛頓的國會圖書館中之美國珍品展（American Treasures exhibition）中永久陳列。

### 海伊本

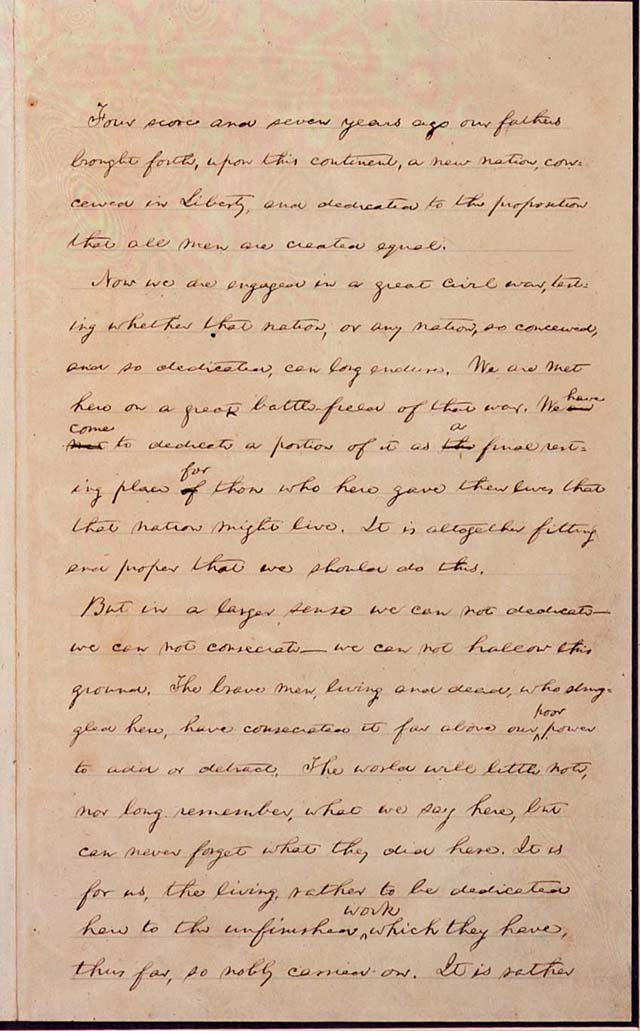
海伊本

1906年首次發佈於眾後，普立茲獎得主加里·威爾斯稱海伊本為「在林肯的五份副本中最令人難以索解。」當中有數處增減，顯示其經倉促抄寫；經檢閱後，多處之刪削為全句基本含義之關鍵，非僅林肯可用以強化或明晰其語義之簡單字詞。此副本，時稱「次稿」（"second draft"），若非於演講日一早寫就，即是林肯於回到華盛頓不久之後完成。相信演講日寫就者指出，當中有若干詞句不見於首稿，但出現在對這場演說的新聞報導與林肯其後撰寫的各副本中。他們斷定，依國會圖書館所收藏，隨附於首稿與次稿兩者原件的註解之聲明，這份次稿有可能為林肯發表演講時手中所持者。林肯最後把這份副本給了他另一位個人秘書，約翰·海伊；其後裔於1916年將這份次稿連同尼古拉本捐贈給國會圖書館。

### 埃弗里特本
埃弗里特本，又稱埃弗里特—奇易斯本，於1864年初由林肯總統應愛德華·埃弗里特之請而致贈。埃弗里特收集各人在蓋茲堡的演說稿，裝訂成冊，於紐約的美國衛生委員會展覽場中為傷兵義賣。林肯所致贈的手稿後成為第三份署名的副本，現為位於伊利諾州春田市的伊利諾州立歷史文物館館藏。目前陳列於亚伯拉罕·林肯总统图书馆和博物馆的珍品藝廊中。

### 班克罗夫特本
蓋茲堡演說的班克罗夫特本由林肯總統於1864年四月應乔治·班克罗夫特之請寫就。身為當時最知名的歷史學家，班克罗夫特計畫將這份副本納入《我國之肇建者身後真跡》（Autograph Leaves of Our Country's Authors），並於巴爾地摩的海陸軍衛生展覽場中拍賣。由於這第四個副本寫於紙張的兩面，故不適合於此目的。班克罗夫特先生獲允保留下來。這是唯一一份隨附林肯寄送手稿所用之原有信封，並有林肯手書地址及免費郵遞字樣者。這份副本留在班克罗夫特家族手中數年，後捐贈予康乃爾大學中的卡爾克勞區。

### 布利斯本
在發現其第四份手跡成為喬治·班克罗夫特收納的《身後真跡》後，林肯總統寫下第五稿。布利斯本為林肯唯一署名之副本，曾一度為亞歷山大·布利斯上校家族所有；他是班克罗夫特的繼子與《身後真跡》發行人。這是林肯所寫的最後一份手稿，由於其外觀經小心保存，也由於林肯於此副本下標題並署名及記下日期，它成為這場演講的標準版本。布利斯本成為大多數林肯蓋茲堡演說的複寫再製品之源頭。原稿今藏於白宮的林肯臥室，為前古巴駐美大使奧斯卡·B·辛塔斯（Oscar B. Cintas）致贈的禮物。辛塔斯為富有的文物藝品收藏家，他於1949年在一場拍賣會中以五萬四千美元買下布利斯本，就公開拍賣的文件而言，其為史上最高價位。
加里·威尔斯（Garry Wills）在1993年的普立茲得獎作品《林肯在蓋茲堡：再造美國的字句》中論斷，布利斯本「文體在一個極重要的方面上，較他本可取：林肯自『其為之盡獻（於此）』中刪除了於此」，也就是此本之第七個「於此」。」威爾斯評論道，林肯「持續的改進，顯示他注重內文之完美甚於保存『原稿』（當然這是可理解的）。」

## 當時的原始資料與回應

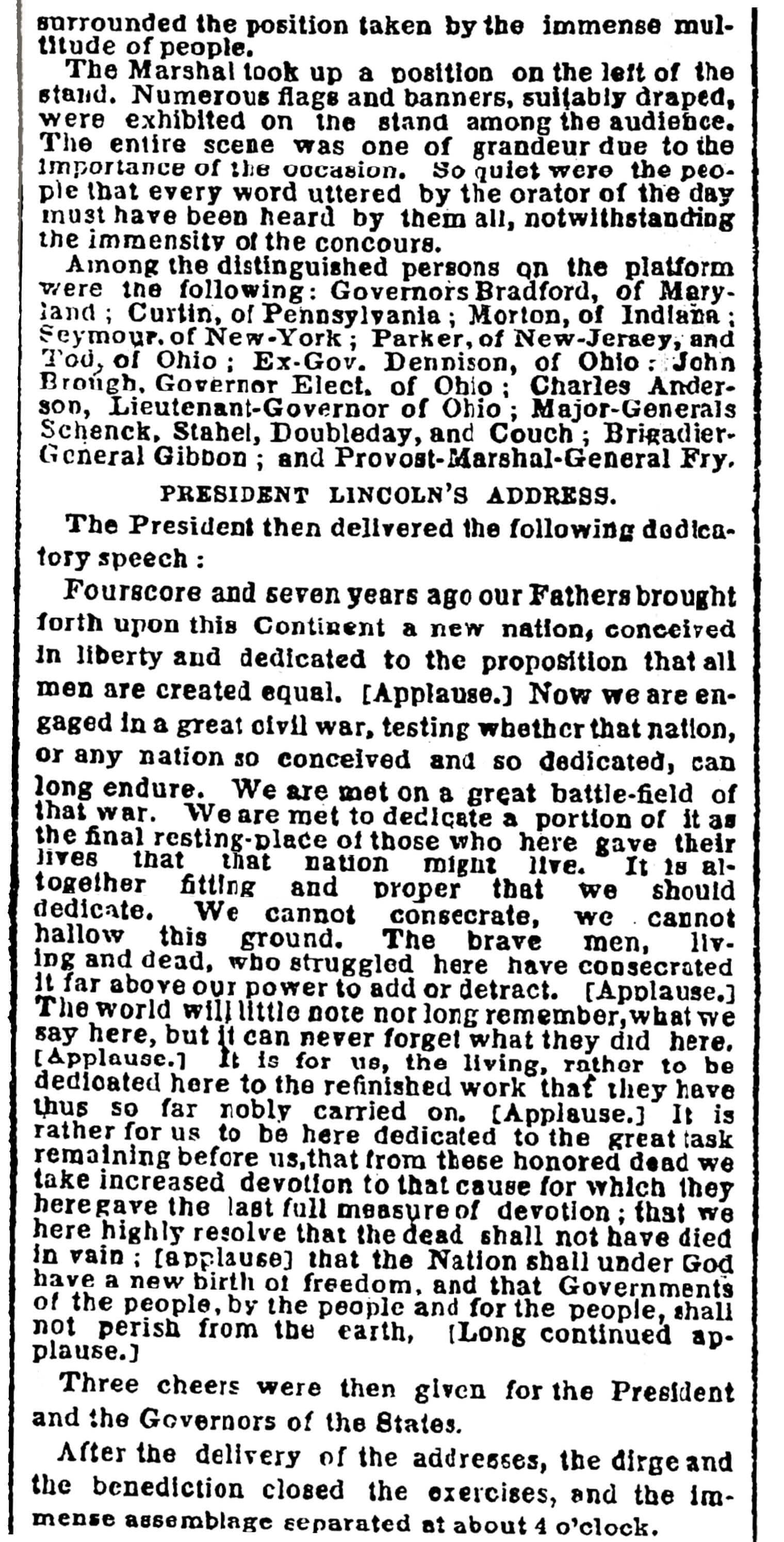
1863年11月20日紐約時報的文章，指出林肯的演講被掌聲打斷多達五次

另一份當時講稿的原始資料為美聯社的有線服務（wire service）廣播，轉謄自記者約瑟夫·吉爾伯特（Joseph L. Gilbert）的速計筆記；同樣在一些小地方與草稿的本文有異。
對於林肯當時的表現，現場目擊者的報導同樣也是各色觀點兼具。1931年，時年87歲的莎拉·庫克·麥爾斯夫人（Mrs. Sarah A. Cooke Myers），曾在19歲時參與揭幕式，她表示林肯演說後現場莊重肅靜：「我當時很靠近總統，聽完全部演講，但好像太短了。然後是一陣令人印象深刻的靜默，類似於我們的Menallen教友團契。他講完後並沒有掌聲。」據歷史學家謝爾白·富特（Shelby Foote）所言，在林肯發表完演說後，掌聲遲疑、零亂、且「敷衍了事」。相對之下，宾夕法尼亚州州长安德魯·格雷格·柯廷直言：「他以全場清晰可聞的聲音宣講那場演說，在場群眾因總統站在面前而陷入寂靜...『太令人欽佩了！』是各人一致的評論。好一場演講，正如他們所說的一樣！」
埃弗里特於次日寫信給林肯，頌揚總統簡明扼要而具說服力的演講，他寫道：「若我能滿意於自己在兩小時內趨近盛典的主要構想，一如閣下於兩分鐘內道破者，我當十分慶幸。」林肯的回信慶幸這場演講並非「徹底失敗」。
其他對這場演說的公眾反應因黨派之見而壁壘分明。《芝加哥太阳报》次日報導：「這位被有頭腦的外國人指為美利堅合眾國總統者，語調無聊、呆板、又蹩腳。各位美國人若以這種語調朗讀，必感面紅耳赤。」
林肯本人，隨著時間推移，也修訂了自己對「我這場小演說」的看法。

## 主題與內文分析

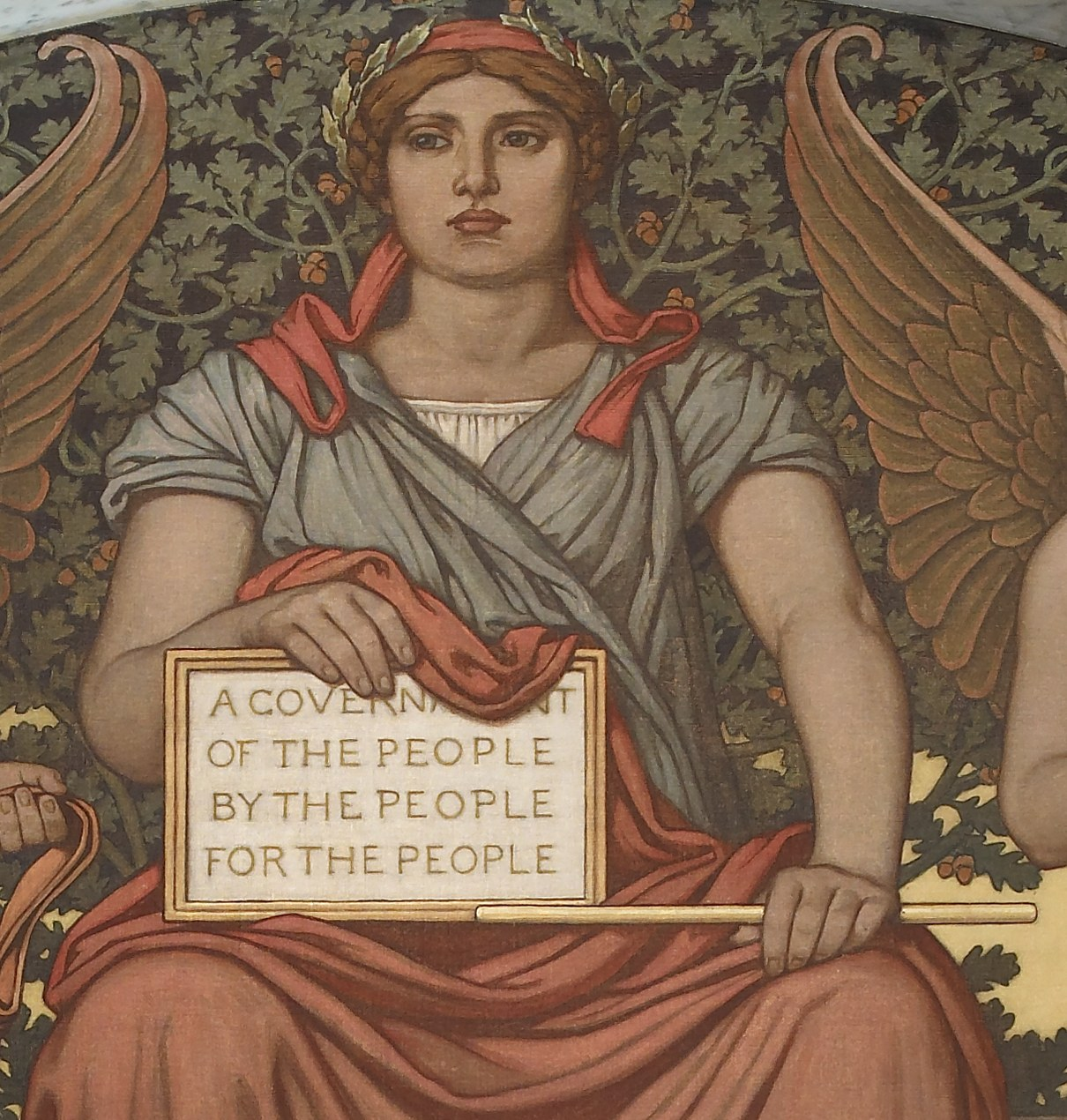
在國會圖書館的壁畫上刻有林肯的一句名言。

林肯五次使用「國家」（"nation"）一字，但未用「聯邦」（"union"）一字，此字於當時或單指北方—再者，恢復「國家」，而非各主權州的聯邦共同體，為至高無上。林肯的文辭涉及1776年與美國獨立戰爭，並包含「凡人生而平等」等美國獨立宣言中廣為人知的字句。
林肯並未間接提及1789年的美國憲法，憲法中的五分之三妥協（three-fifths compromise，每位黑奴折抵五分之三個自由民，作為各州產生聯邦眾議員的居民人數基礎）暗示承認奴隸制度。他也未提及內戰之前時期（antebellum）的種種政治爭議如拒行聯邦法規（nullification，州政府撤廢聯邦法規，自行其是）或是州權（state's rights，即主張美利堅合眾國為各主權州之集合，總統為各州委任之代理人，無權涉入奴隸制度等州內重大事務）。
在《林肯在蓋茲堡：再造美國的字句》一書中，加里·威爾斯表示這場演說受美式希臘復興（Greek Revival）及雅典的傳統葬禮演說之影響，以及一位論（上帝只有一位，而非三位一體）中的超越論與廢奴主義者西奥多·帕克（『全民共有，全民共治，全民共享』（"of all the people, by all the people, for all the people"）警句的原創者），還有丹尼爾·韋伯斯特對憲法的主張。
作家以及內戰學者詹姆斯·M·麦克弗森對威爾斯著作之評述，擬之於古希腊史家修昔底德所述，雅典政治家佩里克利斯於伯羅奔尼撒戰爭期間的葬禮演說，並列舉若干特點與林肯的演說比較。佩里克利斯的演說，一如林肯，以向可敬的先人致意為開端：『我須始於我輩先祖：是正確而適當者，其若齒及今日如此盛典，應感與有榮焉。』（"I shall begin with our ancestors: it is both just and proper that they should have the honour of the first mention on an occasion like the present"）；再來是讚揚國家對民主的承諾獨一無二：『觀其律法，賦平等正義予全體人民』（"If we look to the laws, they afford equal justice to all in their private differences"），尊崇亡者的犠牲：『故寧力拒而亡，不受辱而生者，已遠辱而犯險』（"Thus choosing to die resisting, rather than to live submitting, they fled only from dishonour, but met danger face to face"）；並敦促生者繼續奮鬥：『爾等，其孓遺，須決心以不移之念以入沙場，庶可為適切之爭而禱。』（"You, their survivors, must determine to have as unfaltering a resolution in the field, though you may pray that it may have a happier issue."）

克雷格·R·史密斯（Craig R. Smith）於《對政治修辭與修養的完善之批判》（"Criticism of Political Rhetoric and Disciplinary Integrity"）表示韋伯斯特（Webster）的著名演講影響林肯在蓋茲堡演說中對政府觀點的闡釋，尤其是韋伯斯特的《對黑涅的二次回覆》（"Second Reply to Hayne"）。他在其中陳述：『此政府，可敬的先生，為公眾志願之產物，非州議會之創造，非也。尤有甚者，若須表述全部真理，則使其成真之人民、肇建、並擁護迄今者，為此之圖，連同他事，氣魄宏大而明確地強烈限制對州之最高主權。』（"This government, Sir, is the independent offspring of the popular will. It is not the creature of State legislatures; nay, more, if the whole truth must be told, the people brought it into existence, established it, and have hitherto supported it, for the very purpose, amongst others, of imposing certain salutary restraints on State sovereignties."） 
有人注意到林肯以誕生、存活、消亡的比喻性手法用於國家的『肇建』（"brought forth"）、『孕育』（"conceived"）、以及必不自地球上『消亡』（"perish"）。另外，包含作家艾倫·歸爾佐（Allen C. Guelzo）在內，曾表示林肯公式化的表述『八十有七』（"four score and seven"）間接來自英王欽定版聖經（King James Version of the Bible）Psalm 90 （页面存档备份，存于）。聖經中對壽算之表述類於『六十有十』（"three score and ten"）
作家H·L·孟肯對他所認為的林肯中心思想大加撻伐。林肯認為蓋茲堡的戰士們『為自決之事業捐軀』。门肯論斷：『很難想像還會有什麼更虛假的。該戰役中的聯邦軍將士們實際上是為了反對自決而戰；是邦聯軍為其人民自治之權而戰。』

## 市井傳說
一個廣為流傳的傳言稱，林肯於演說結束後，轉向其隨扈瓦德·希尔·拉蒙（Ward Hill Lamon），評述自己的演說猶如敗犁，『不可扒梳』。據加里·威尔斯所言，這種說法毫無事實根據，大部分是來自拉蒙不可靠的記憶。[1]依威爾斯的觀點，『（林肯）已達其欲成（於蓋茲堡）者』。
另一個始終不息的市井傳言為，林肯於自華盛頓至蓋茲堡的火車旅程上完成講稿，且寫就於信封背面。這是基於先前多份手稿流通，以及林肯於大衛·威爾斯宅中作客期間定稿的報導而外加的故事。
另外，有傳言說蓋茲堡的治喪委員會原本預期林肯會講得比這場蓋茲堡演說要長一些。其實當地所有人都知道（或應該知道）總統當日的角色實屬次要。唯一一幀已知林肯攝於蓋茲堡的相片，由攝影大師戴維·巴克拉克（David Bachrach）所攝，於1952年在美国国家档案局裡，马修·布雷迪收集的照相底片中，為人認出。因林肯的演說為時短暫且或須防止於演說中途被拍多幀照片，總統與其他諸位要人於進行餘下儀式時枯坐數小時。
國會圖書館中的各講稿副本封裝於特殊設計、恆溫控制、充填氬氣密封的容器中。以保護該文件不受氧化及繼續變性。

## 流行文化

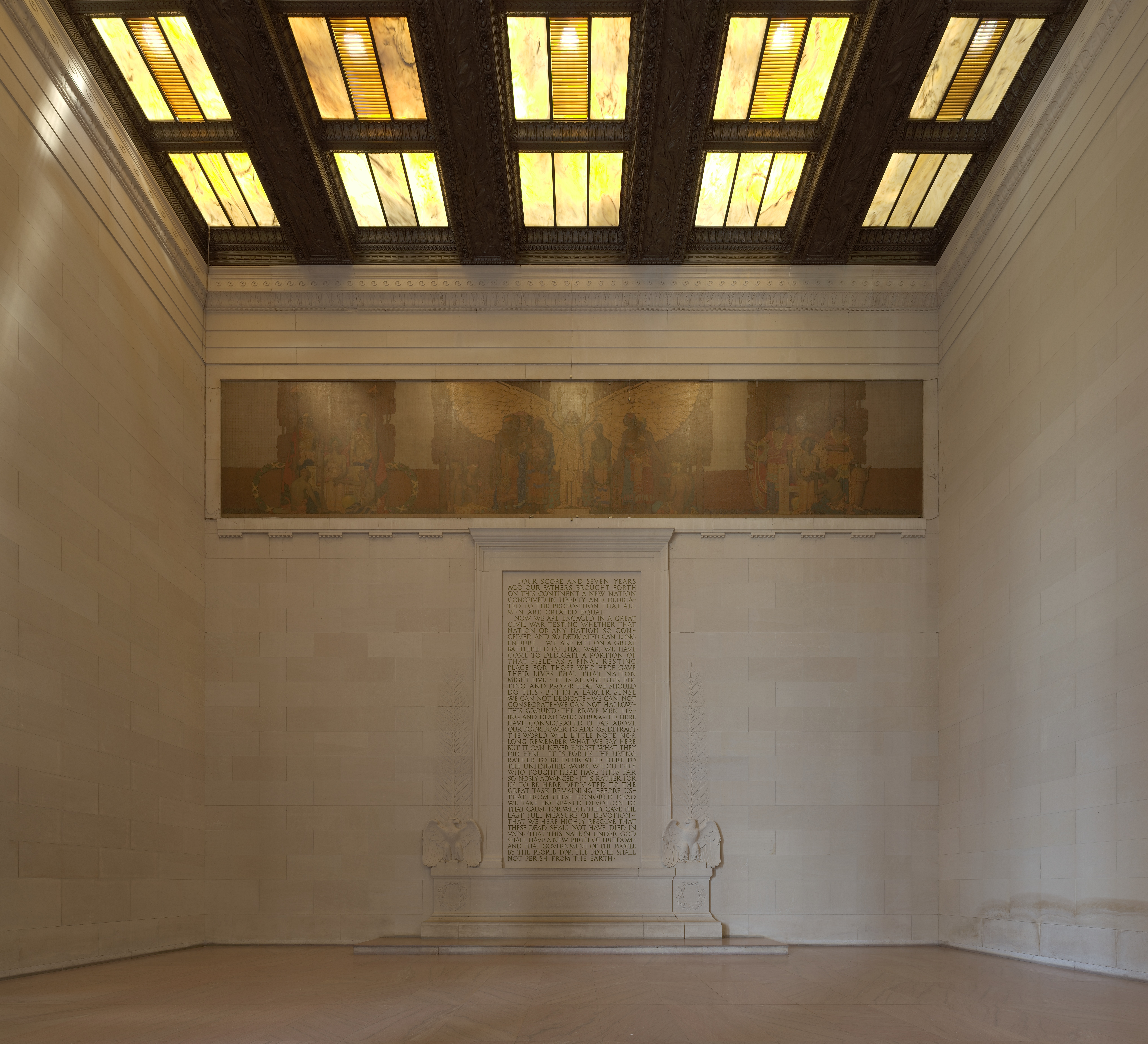
林肯紀念堂中刻有蓋茲堡演說的文章

美國大眾文化中不斷出現蓋茲堡演說，其於美國歷史上的重要性一再受強調。其卓越的地位不但表現在被鏤刻於華盛頓特區的林肯紀念堂中，石建內殿的南壁；蓋茲堡演說更經常出現於大眾文化產品中，明示當代的觀眾對這些詞句相當熟悉。
其範例包括梅雷迪思·威爾森1957年的音樂劇《歡樂音樂妙無窮》（The Music Man），河邊鎮鎮長一貫地以『八十...』（Four score...）起頭，然後便被打斷，直到下一次又輪到他以同樣的台詞起頭。1967年的音樂劇《毛髮》（Hair）有一首歌〈艾比寶貝／八十〉（Abie Baby/Fourscore），涉及林肯遇刺，並將蓋茲堡演說以諷刺性的方式表現出來。在1989年電影《阿比阿弟的冒險》（Bill and Ted's Excellent Adventure）中，林肯被從事時光旅行的主角自過去劫走，並對聖迪瑪斯高中的學生發表這般的演說：『八十又七分鐘前。』1999年電影《白宮也瘋狂》（Dick）中，貝西與愛琳說『八十又七年前，我們祖先（our forefather）幹了些我不知道的事』，這是一個林肯的實際用語『吾輩先祖』（our fathers）常遭誤用的例子。在2012年电影《吸血鬼猎人林肯》（Abraham Lincoln: Vampire Hunter）的最后亦有再现。
中國共產黨第三代領導核心江澤民喜歡用英語背誦蓋茲堡演說的內容。江澤民2000年接受美國記者邁克·華萊士採訪時，他就曾經與華萊士談過有關蓋茲堡演說的內容。因此，蓋茲堡演說成爲了「膜蛤文化」的素材之一。

## “民有、民治、民享”的译法和三民主義
1916年，文史學者胡適率先給出兩個版本的譯文，一為“吾民所自有、所自操、所自为之政府”，二为“此主于民、出于民，而又为民之政府。”後來，英語學者钱歌川在《英文疑难详解》譯為「為人民服務的，被人民選出的，治理人民的」，從三個層次闡述了民選政府的職責（of the people）、由來（by the people）和功能（for the people）。。這三個譯文最接近原文意思。
1917年2月21日，中華民國國父孫文在為其書《民權初步》作序時，序中表示：｢何為民國？美國總統林肯氏有言曰：『民之所有，民之所治，民之所享。』此之謂民國也。」，後於1919年，孙文在《三民主义》文言本中表示：“林肯氏曰『为民而有，为民而治，为民而享』者，斯乃人民之政府也。有如此之政府，而民者始真为一国之主也。”，1921年6月，孙文演说《三民主义之具体办法》時說：“这句话的中文意思，没有适当的译文，兄弟就把它译作：民有、民治、民享。of the people就是民有，by the people就是民治，for the people就是民享。林肯所主張的這民有、民治和民享主義，就是兄弟所主張的民族、民權和民生主義！”1924年孫文演講《三民主義》之「民生主義」第二講，末端表示：｢我們三民主義的意思，就是民有、民治、民享；這個民有、民治、民享的意思，就是國家是人民所共有，政治是人民所共管，利益是人民所共享。｣
徐道鄰在中譯這篇演說時，將“of the people, by the people, for the people”譯成“民有、民治、民享”，應是根據孫文的中譯而來的；他又加以題解：“其論民主政治之真諦，以三介詞闡發無剩義，尤為神來之筆。他人千言萬語，徒為詞費矣。”

## 外部連結
- 蓋茲堡演說在國會圖書館的展覽 （页面存档备份，存于）
- Carl A. Kroch 圖書館Division of Rare & Manuscript Collections, Cornell University, Ithaca, NY （页面存档备份，存于）
- Gettysburg National Military Park (GNMP) Gettysburg Historical Handbook （页面存档备份，存于）
- The Lincoln Museum website, urban legends debunked （页面存档备份，存于）
- Complete text of Edward Everett's "Gettysburg Oration"
- Abraham Lincoln's Invitation to speak at Gettysburg

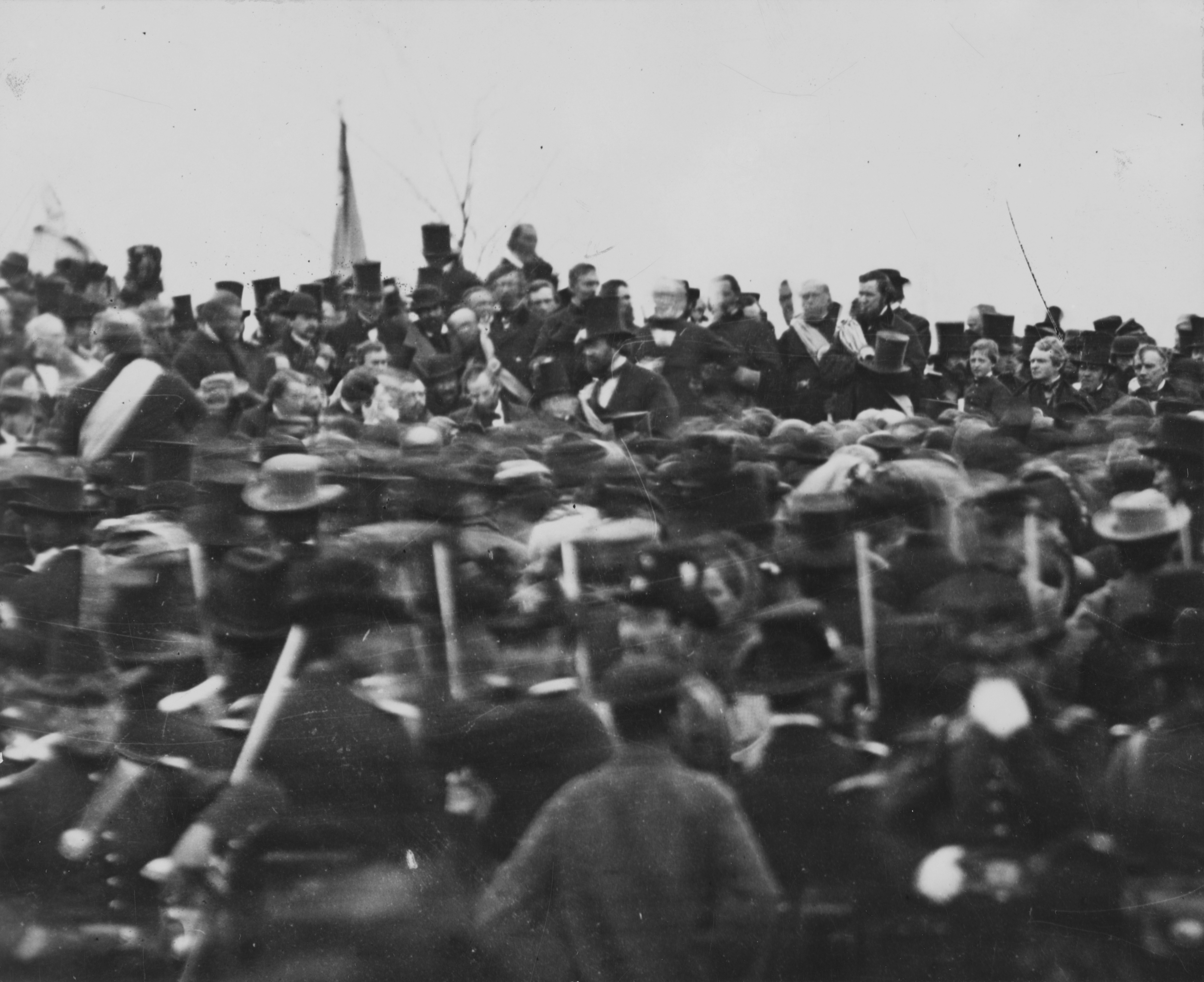
唯一證實亞伯拉罕·林肯前往葛底斯堡的照片（點擊圖片從文件歷史中查看高亮的林肯）

- Readings of the Gettysburg Address: actors Sam Waterston, Jeff Daniels; musician Johnny Cash. （页面存档备份，存于）
- Website of National Public Radio with Waterston reading. （页面存档备份，存于）
- Contemporary newspaper reactions cited at Cornell University Library exhibit. （页面存档备份，存于）
- A humorous PowerPoint version of the Gettysburg Address （页面存档备份，存于）

### 分析
- John C. Stennis Institute of Government
- Our Documents: A National Initiative on American History, Civics, and Service （页面存档备份，存于）
- The Annenberg/CPB Channel